# Nova Gorica városi község
Nova Gorica község (szlovén nyelven: Občina Nova Gorica) Szlovénia 212 alapfokú közigazgatási egységének, azaz községének egyike a Goriška statisztikai régióban. A község székhelye Nova Gorica város. A település 1994-ben kapta meg a község rangot.

## A község települései
A községhez Nova Gorica székhelyen kívül a következő települések tartoznak:
- Ajševica
- Banjšice
- Bate
- Branik
- Brdo
- Budihni
- Čepovan
- Dornberk
- Draga
- Dragovica
- Gradišče nad Prvačino
- Grgar
- Grgarske Ravne
- Kromberk
- Lazna
- Loke
- Lokovec
- Lokve
- Nemci
- Osek
- Ozeljan
- Pedrovo
- Podgozd
- Potok pri Dornberku
- Preserje
- Pristava
- Prvačina
- Ravnica
- Rožna Dolina
- Saksid
- Šempas
- Šmaver
- Šmihel
- Solkan
- Spodnja Branica
- Stara Gora
- Steske
- Sveta Gora
- Tabor
- Trnovo
- Vitovlje
- Voglarji
- Zalošče

## Népesség
| Lakosok száma | 31 799 | 32 039 | 31 992 | 31 932 | 31 752 | 31 771 | 31 780 | 31 691 | 31 884 | 31 956 |
|               | 2008   | 2009   | 2011   | 2012   | 2014   | 2015   | 2017   | 2018   | 2020   | 2024   |